# Puente Genil
Puente Genil là một đô thị trong tỉnh Córdoba, Andalusia, Tây Ban Nha. Dân số 28.139 người.

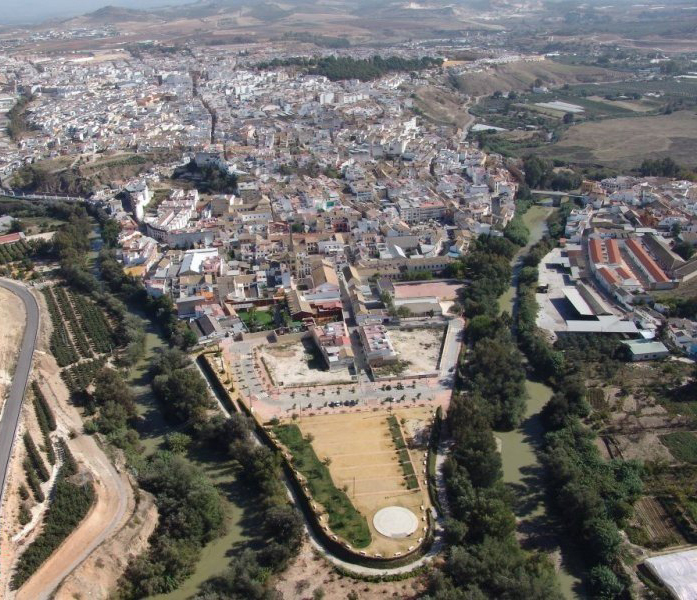
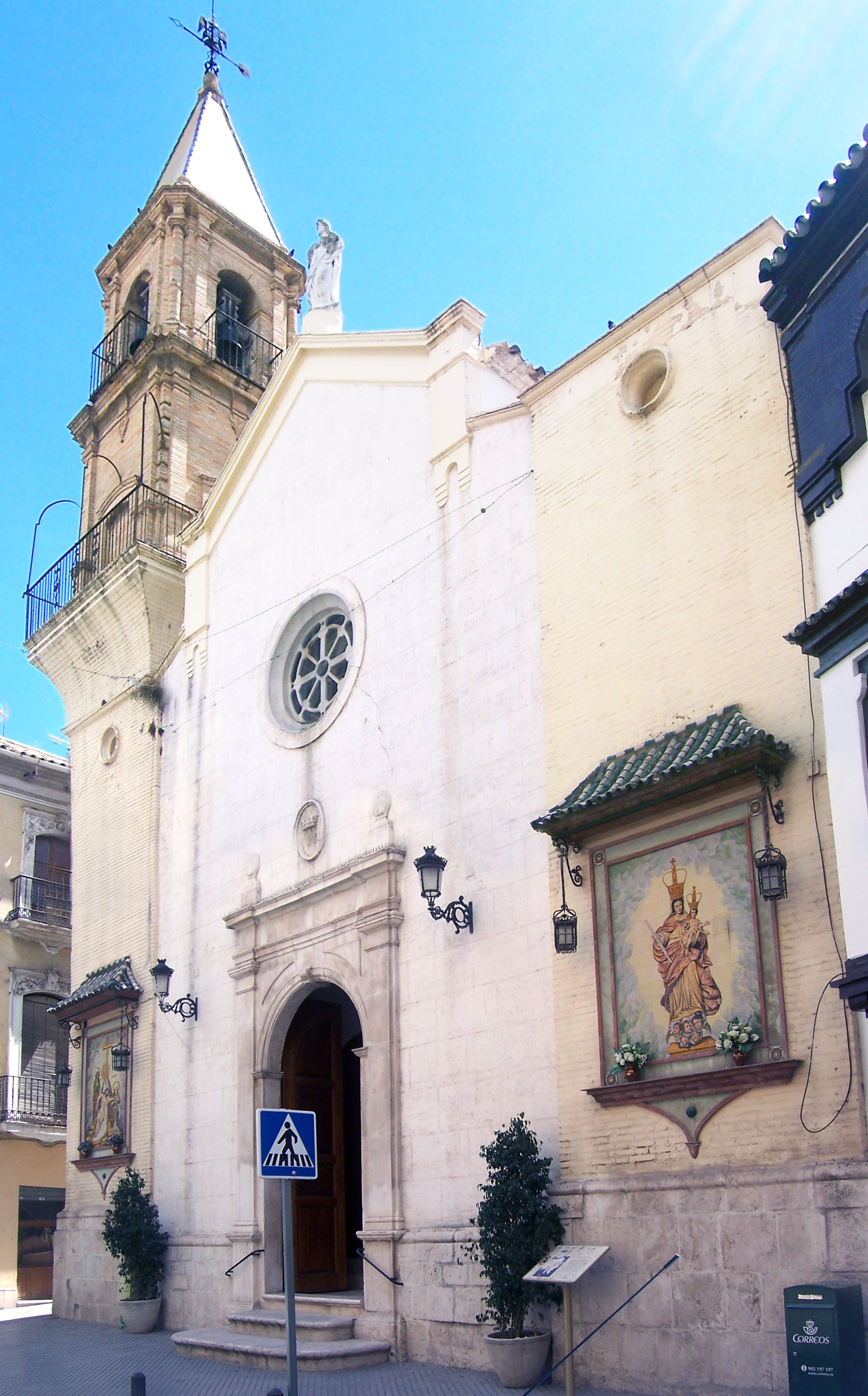
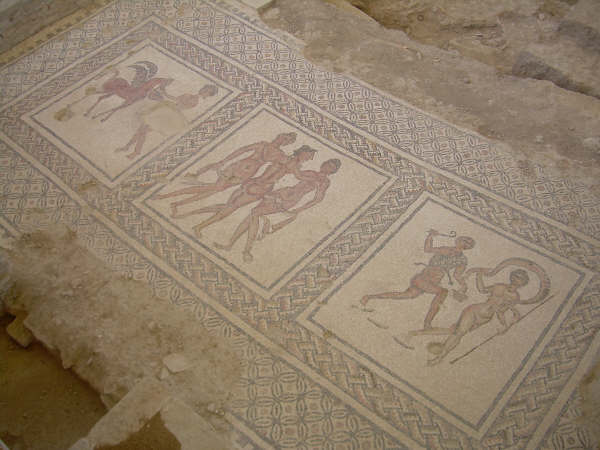
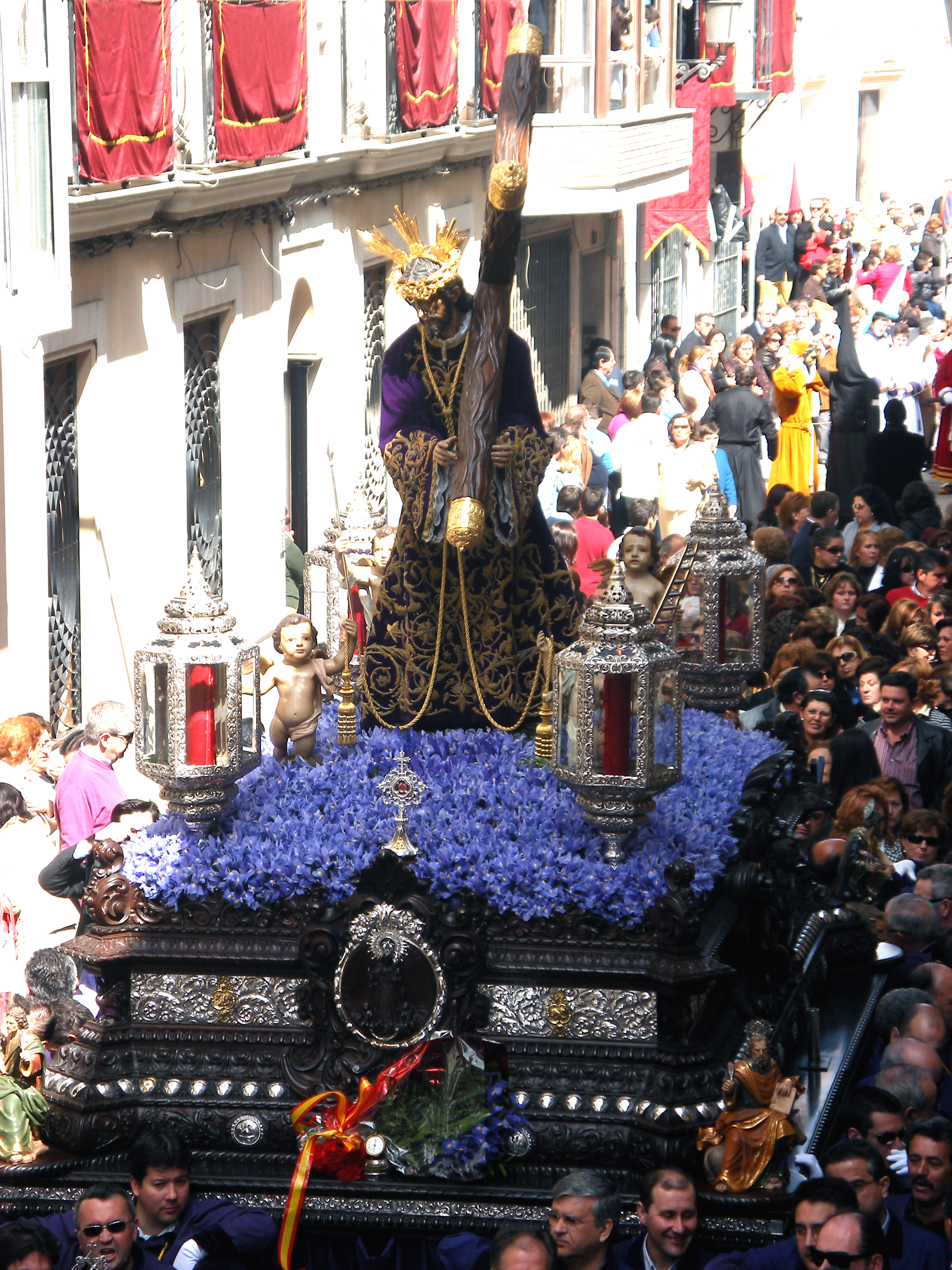